# 26 messidor
26 prairial 26 thermidor
Le sextidi 26 messidor, officiellement dénommé jour de la sauge, est le 296e jour de l'année du calendrier républicain.
C'était généralement le 14e jour du mois de juillet dans le calendrier grégorien.